# Лопатюк Трохим Назарович
Трохим Назарович Лопатюк або Лопатнюк (1870 — ?) — селянський депутат  Державної думи Російської імперії I скликання від Волинської губернії.

## Біографія

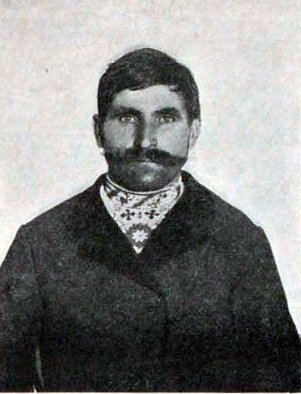
Трохим Лопатюк, 1906

Українець, православний, із селян Овруцького повіту Волинської губернії. З нижчою освітою. Був волосним суддею та сільським старостою. Позапартійний. Землероб.
15 квітня 1906 р. обраний до Державної думи Російської імперії I скликання від загального складу вибірників Волинського губернського виборчого збору. У комісіях Думи не був, від виступів парламентської трибуни утримався. 
"Трудовики" у своєму виданні «Роботи Першої Державної Думи» характеризують політичну позицію Лопатюка як «Б. пр». Це означає "Безпартійний, православний," і приналежність до "Єрогінської живопирні". Подальша доля невідома.